# Социален реализъм
Социален реализъм е художествен стил в творчеството на художници, графици, фотографи, писатели и кинодейци, които имат за цел да привлекат вниманието на публиката върху реалните условия за живот на работническата класа и обикновените хора, като по този начин неявно критикуват властовите структури и политиките, причинили тези условия. Макар че отделните черти на движението варират при различните нации, почти винаги се използват методи и форми на критическия реализъм.
Терминът се използва в по-тесен смисъл като художествено движение, процъфтявало в периода между двете световни войни като реакция на трудностите, пред които са изправени обикновените хора след Голямата депресия. За да направят изкуството по-достъпно и разбираемо за масовата публика, художниците започват да рисуват реалистични портрети на анонимни работници, но и на известни личности като символ на издръжливост срещу трудностите. Целта има политически нюанс поради желанието да се покаже влошеното положение на бедните и работнически класи и да се потърси отговорност от съществуващата социална система.
Социалният реализъм не бива да се бърка със социалистическия реализъм – тип съветско изкуство, институционализиран от Йосиф Сталин през 1934 и по-късно възприет от управляващите комунистически партии в Източния блок. Той се различава и от по-общия реализъм в изкуството, тъй като не само изобразява живота на бедните, но предава и търканията между различните класи, например между фермерите и техния феодален господар. Въпреки това понякога термините социален реализъм и социалистически реализъм се използват взаимозаменяемо.